# Grota Filipczańska nad Mostkiem

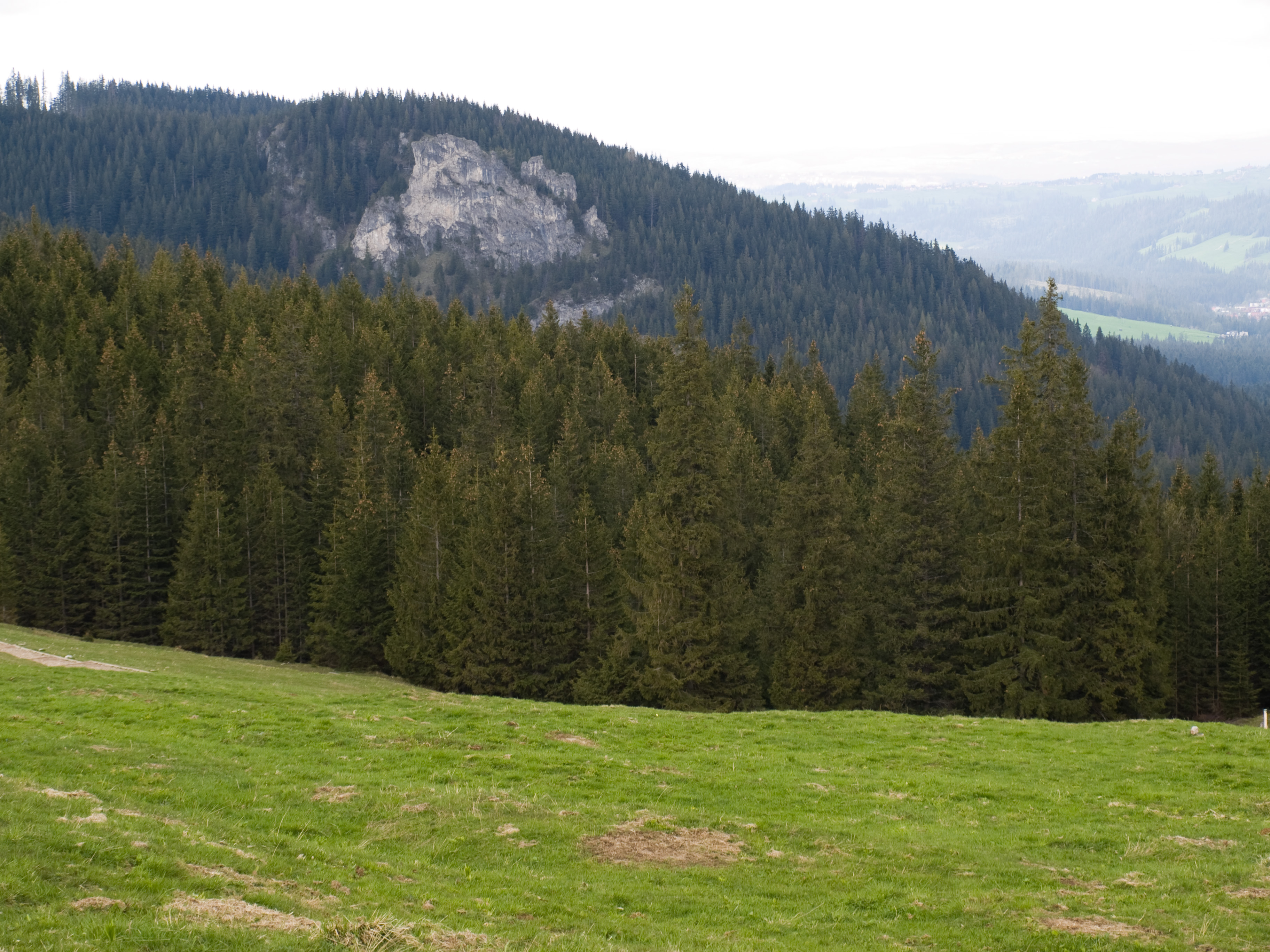
Filipczański Wierch. Widok z Rusinowej Polany

Grota Filipczańska nad Mostkiem – jaskinia w Dolinie Filipka w Tatrach Wysokich. Wejście do niej położone jest w południowym zboczu Filipczańskiego Wierchu, poniżej Jaskini Filipczańskiej Niżniej, w pobliżu Groty Filipczańskiej Wyżniej, na wysokości 1072 metrów n.p.m. Jaskinia jest pozioma, a jej długość wynosi 10 metrów.

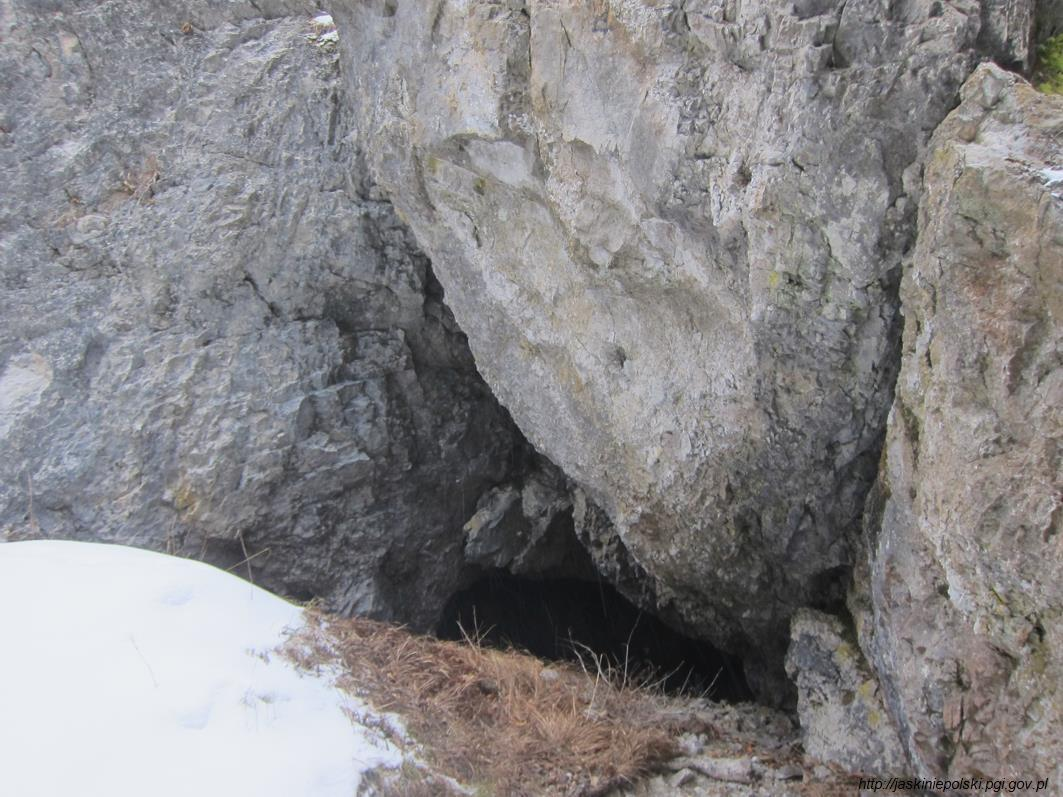
Otwór jaskini

## Opis jaskini
Główną częścią jaskini jest obszerna sala do której prowadzi od dużego otworu wejściowego niski korytarz. W sali znajdują się dwie równoległe nisze skalne.

## Przyroda
W jaskini występują nacieki grzybkowe. Ściany są suche, brak jest na nich roślinności.

## Historia odkryć
Jaskinia była prawdopodobnie znana od dawna. Jej pierwszy plan i opis sporządzili A. Gajewska i K. Recielski w 2000 roku.